# Saymon Barbosa Santos
Saymon Barbosa Santos (* 8. September 1993 in Mato Grosso) ist ein brasilianischer Beachvolleyballspieler.

## Karriere
Saymon Santos spielte im Junioren-Alter an der Seite von Fábio Bastos. Mit Márcio Araújo hatte er 2015 seine ersten Auftritte bei der FIVB World Tour. Ab August 2015 spielte Saymon Santos mit Guto Carvalhaes. Im Mai 2016 gewannen die beiden Brasilianer in Cincinnati ihr erstes Turnier auf der World Tour und einen Monat später standen sie als Dritte beim Grand Slam in Olsztyn erneut auf dem Treppchen. Nach einem fünften Platz in Poreč und einem neunten Rang in Gstaad unterlagen sie beim Finale des Major-Turniers in Klagenfurt den Letten Samoilovs/Šmēdiņš. Im September 2016 bildete Santos ein neues Duo mit Álvaro Morais Filho. Auf der World Tour 2017 gewannen sie zum Jahresbeginn das Fünf-Sterne-Turnier in Fort Lauderdale. Danach wurden sie Fünfte in Rio de Janeiro und jeweils Neunte in Moskau und Den Haag. In Gstaad erreichten sie den dritten Rang.
Von Oktober 2018 bis August 2019 war erneut Guto sein Partner. Beste Ergebnisse auf der FIVB World Tour 2018/19 waren ein dritter Platz beim 4-Sterne-Turnier in Yangzhou und ein fünfter Platz beim 5-Sterne-Turnier in Gstaad. 2021 spielte Saymon zwei Turniere mit Oscar Brandão.
2022 spielte er an der Seite von Bruno Oscar Schmidt. Bei der WM in Rom erreichten Bruno/Saymon Platz fünf. Beim anschließenden Elite16 in Gstaad erreichten sie das Halbfinale.